# Фалус
Фалус је пенис, посебно за вријеме ерекције, објекат у облику пениса, или мимезна слика пениса у ерекцији.
Сваки предмет који симболично подсјећа на пенис може се односити на фалус; међутим, за такве објекте се чешће користи израз фалусан (као фалусан симбол). Такви симболи често представљају плодност и културне импликације које су повезане са мушким полним органом, као и мушким оргазмом.

## Етимологија
Израз је позајмљена ријеч из латинског језика (лат. phallus), која је у латински доспјела из старогрчког језика (стгрч. φαλλός), а поријекло јој је из праиндоевропске ријечи  што значи „надувани, надути”. Може се довести у везу са старонордијском (као и савременом исландском) ријечи  што значи „бик”, староенглеском bulluc што значи „мали бик” и грчком ријечи за китове φαλλή.